# Litzmannstadt
Pour la ville avant la Seconde Guerre mondiale, voir Łódź.
Pour la ville après la Seconde Guerre mondiale, voir Łódź.

Plan de « Litzmannstadt » (1944, en allemand).

Plan de « Lodsch » (vers 1940, en allemand).

Litzmannstadt est le nom allemand légal de la ville de Łódź durant la période d'occupation allemande de la ville : entre le 1er novembre 1939 et la libération de la ville par les unités soviétiques le 19 janvier 1945.
Ce nom a été choisi d'après le nom du général Karl Litzmann, commandant les troupes impériales allemandes engagées lors de la bataille de Łódź, en novembre et décembre 1914. 
La ville fait partie du Reichsgau Wartheland, région annexée au Reich, ce qui n'est pas le cas de l'ensemble du territoire de la Pologne occupée par les Allemands. 

## La Shoah à Litzmannstadt

### Déportation
Survivant dans des conditions précaires depuis le début de l'occupation, les Juifs du ghetto sont victimes de nombreuses rafles à partir de 1942. 
En août 1944, les autorités allemandes décident de supprimer le ghetto. La déportation de la population juive du ghetto est donc lancée en direction d'Auschwitz-Birkenau, le dernier camp d'extermination encore en activité. 

## Libération

### Opérations militaires
La planification militaire soviétique prévoit durant l'automne 1944 de libérer la ville douze jours après le déclenchement de son offensive d'hiver ; cependant, le succès de la phase de rupture du front remet en cause ce calendrier
Au terme de la percée soviétique obtenue dès le lancement de l'offensive d'hiver, la ville de Litzmannstadt est prise d'assaut par les unités soviétiques du premier front biélorusse le 19 janvier 1945 après une attaque concentrique destinée à faire fuir la garnison allemande de la ville. La ville prise d'assaut, subit peu de destructions du fait des combats, en raison du retrait rapide des unités allemandes chargées de la défendre.

### Sort des civils
Une fois la ville libérée, les Polonais font la chasse aux Allemands restés dans la ville
Dans le même temps, les Juifs, cachés dans les caves et les greniers, sortent au grand jour